# گویش شمال فارس
گویش شمال فارس که گاه اقلیدی و آباده‌ای نیز نامیده می‌شود، از گویش‌های زبان فارسی است که در شمال استان فارس، یعنی شهرستان‌های اقلید، آباده، خرم‌بید، بوانات و سرچهان در استان فارس و شهرستان ابرکوه در استان یزد رایج است.

## فعل‌ها
بعضی افعال به جای آنکه شکل امروزی آن که در تهران رایج است، از شکل قدیمیتر آن همانند فارسی رایج در جنوب کشور استفاده می‌شود. برای نمونه:
| گویش معیار            | لهجه شمال فارس              | نوشتار فونتیک                        |
| --------------------- | --------------------------- | ------------------------------------ |
| گرفتن بگیرم           | اِسِدن بسونم                  | /esedæn/ /besunæm/                   |
| بلند شدن بلند می‌شوم   | وَخیزیدَن وَمی خیزم، وَرمی خیزم | /væxizidæn/ /væmixizæm/,/værmixizæm/ |
| تکان خوردن تکان بخورم | لولیدن بلولم                | /lʉlidæn/ /belʉlæm/                  |
| گذاشتن بگذارم         | هِشتن بِلَّم                    | /ɦeʃtæn/ /bellæm/                    |

### صرف فعل
گویش اقلیدی از نظر صرفی و نحوی تفاوت چندانی با فارسی معیار ندارد. برای نمونه:
| ماضی ساده رفتن | ماضی ساده رفتن | ماضی ساده رفتن | ماضی ساده رفتن | ماضی ساده رفتن | ماضی ساده رفتن |
| ضمیر           | فعل            | نوشتار فونتیک  | ضمیر           | فعل            | نوشتار فونتیک  |
| -------------- | -------------- | -------------- | -------------- | -------------- | -------------- |
| مَـ             | رفتم           | /mæ ræftæm/    | ما             | رفتیم          | /mä ræftim/    |
| تو             | رفتی           | /to ræfti/     | شُموُ            | رفتیک          | /ʃɞmɔ ræftɪk/  |
| او             | رَف             | /u: ræf/       | اونا           | رفتن           | /unä ræftæn/   |

| مضارع اخباری اِسِدَن | مضارع اخباری اِسِدَن | مضارع اخباری اِسِدَن | مضارع اخباری اِسِدَن | مضارع اخباری اِسِدَن | مضارع اخباری اِسِدَن |
| ضمیر              | فعل               | نوشتار فونتیک     | ضمیر              | فعل               | نوشتار فونتیک     |
| ----------------- | ----------------- | ----------------- | ----------------- | ----------------- | ----------------- |
| مَـ                | می سونُم           | /mæ misʉnɔm/      | ما                | می سونیم          | /mä misʉnim/      |
| تو                | می سونی           | /to misʉni:/      | شُموُ               | می سونیک          | /ʃɞmɔ misʉnɪk/    |
| او                | می سونه           | /u: misʉne:/      | اونا              | می سونَن           | /unä misʉnæn/     |

## حروف اضافه
در حروف اضافه این لهجه نیز تفاوت‌هایی با سایر لهجه‌ها وجود دارد. به‌طور مثال «که» به صورت «خُو» (/xo/) و حرف اضافه «با» به صورت «خود» (/xɔd̪/) گفته می‌شود.